# Calenzana (fromage)
Le Calenzana (appellation corse Calinzanincu) est un fromage à pâte molle à croûte lavée fabriqué par les producteurs corses dans l'aire de production de Calenzana et des zones limitrophes en Balagne, à partir de lait cru de brebis ou de lait cru de chèvres exclusivement issu de leurs troupeaux. 
C'est un fromage de caractère à la saveur d'un piquant unique qui s'apparente aux fromages produits dans le Niolo. En effet, dans un passé encore récent, les bergers du Niolu venaient faire paître leurs bêtes en Balagne en suivant le « chemin de transhumance ». Celui-ci part de Barghiana (Manso), emprunte au départ la piste de la route D351, passe par le Ponte di e rocce, le col de Caprunale, le refuge de Puscaghia du P.N.R.C., sous le Capu Tafunatu en direction du col de Vergio pour rejoindre le Niolu. 
Poids moyen de l'unité : 400 grammes.
Il existe aussi un type dit Calinzanincu vecchju.
Le Calinzanincu peut être consommé accompagné de confiture de figue ou de figues fraîches.
Des producteurs de Calinzanincu concourent chaque année à la Foire du Fromage (A Fiera di U Casgiu) de Venaco.